# بریگوو
بریگوو (به آلمانی: Briggow) یک شهر در آلمان است که در Mecklenburgische Seenplatte District واقع شده‌است. بریگوو ۳۷۳ نفر جمعیت دارد.